# Ampelita soulaiana
Ampelita soulaiana é uma espécie de gastrópode  da família Acavidae.
É endémica de Madagáscar.